# Бої за Цхінвалі
Бої за Цхінвалі (груз. ცხინვალის ბრძოლა) — бої за столицю невизнаної держави Південна Осетія між російськими і грузинськими військами у серпні 2008 року. Одна з ключових подій Російсько-грузинської війни. 

## Передумови
Після завершення Південноосетинської війни 1991—1992 років до Південної Осетії ввійшли миротворчі місії ОБСЄ та РФ. 1994 року між Грузією та Південною Осетією (за участі ОБСЄ та Росії) почалися мирні перемовини і конфлікт «заморозили».
31 травня 2004 року грузинські силовики увійшли у зону конфлікту під приводом боротьби з контрабандою. До серпня там тривали перестрілки між грузинською та південноосетинською сторонами, відносини між Грузією та Росією стали більш напруженими, і конфлікт мало не перейшов у фазу активних бойових дій. У листопаді того року уряд Грузії та невизнаної Південної Осетії домовилися про демілітаризацію. Після 2004 року всі контакти між Грузією та Південною Осетією фактично припинилися.

## Хід подій
У липні-серпні 2008 року грузино-осетинський конфлікт перейшов у гостру фазу. Південна Осетія і Грузія звинуватили одна одну в провокаціях.
27 липня 2008 року осетинські сеператисти відмовились пропустити грузинських миротворців і спостерігачів ОБСЄ для проведення моніторингу, 30 липня обстріляли пост грузинських миротворців з автоматів і гранатометів та спробували зайняти стратегічну висоту поблизу Цхінвалі, 1 серпня обстріляли кілька сіл на межі Цхінвальського району і підірвали машину грузинських поліцейських. 2 серпня відбувся кількагодинний бій, під час якого з гранатометів і мінометів було обстріляне Цхінвалі та сусідні села, що привело до загибелі близько 35 чоловік з обох боків.
3 серпня влада Південної Осетії розпочала евакуацію цивільного населення і за кілька днів Цхінвалі та його околиці залишило близько 3000 осіб.

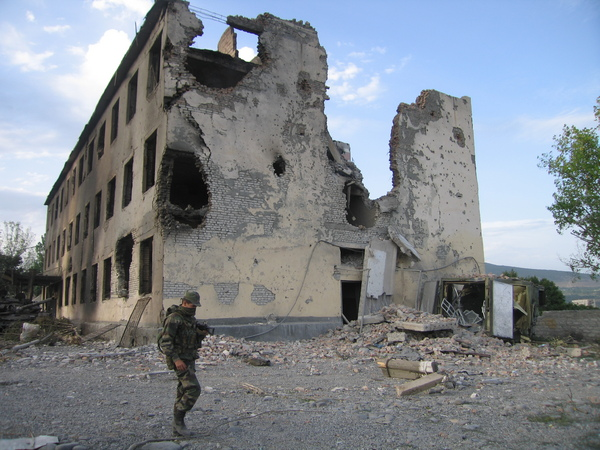
Казарма російських миротворців в Цхінвалі.

Бої за Цхінвалі почалися 7 серпня 2008 року. В цей день президент Грузії Міхеіл Саакашвілі наказав грузинським військам припинити вогонь і звернувся до південноосетинської сторони з пропозицією вчинити так само. Та попри це РФ почала перекидати в зону конфлікту свої війська. У ніч на 8 серпня 2008 року грузинські війська розпочали артилерійський обстріл Цхінвалі та прилеглих районів. Так званий «президент» Південної Осетії Едуард Кокойти повідомив про численні жертви серед мирних жителів регіону та звинуватив президента Грузії у геноциді осетинського народу.

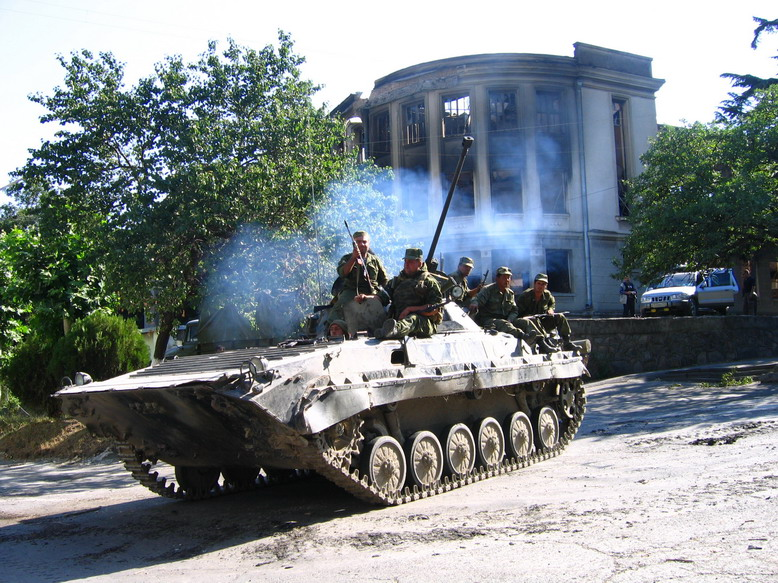
БМП-2 58-ї армії РФ в Цхінвалі.

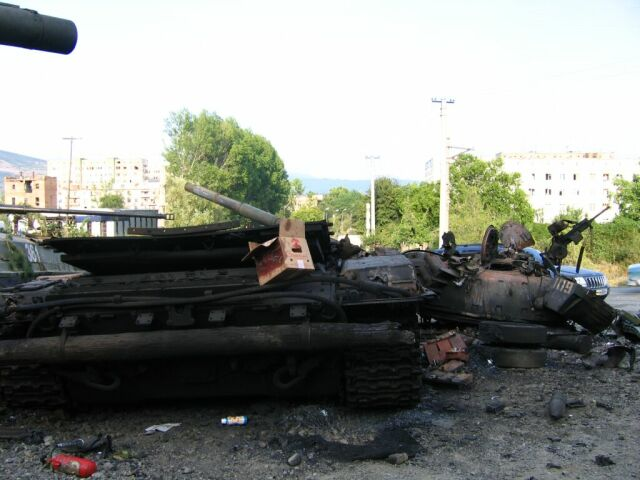
Знищений грузинський танк в Цхінвалі.

8 серпня територію Грузії почали обстрілювати російські військові, які офіційно виступили на боці Південної Осетії. Відразу після опівночі 8 серпня через Рокський тунель, що сполучає Північну та Південну Осетію, почалось переміщення колон російської військової техніки і підрозділів 58-ї армії. Приблизно о 10.00 8 серпня російські літаки почали атаки на позиції військових Грузії поблизу міст Цхінвалі та Горі.
9 серпня ООН провела засідання, на якому посол Віталій Чуркін заявив, що Москва не погодиться на припинення вогню, оскільки грузинські війська досі перебувають на території Південної Осетії. І хоча ООН закликала припинити війну, Росія все одно ввела свої війська до Цхінвалі.
Вночі з 9 на 10 серпня на одній з доріг, що веде від Цхінвалі до російського кордону, було поранено командуючого 58-ю армією РФ генерала Хрульова. 10 серпня грузинська армія залишила Цхінвалі. Протягом дня РФ та Грузія обмінювалися артилерійськими ударами.
11 серпня російські війська почали наступ та перейшли лінію розмежування Південної Осетії та Грузії. Навколо Цхінвалі тривали бої з грузинськими частинами, відрізаними від основних сил. Вже 12 серпня бойові дії закінчилися. Російські військові разом із південноосетинськими збройними формуваннями витіснили війська Грузії з території Південної Осетії.